# اورخان صادق‌لی
اورخان صادق‌لی (ترکی آذربایجانی: Orxan Sadıqlı؛ زادهٔ ۱۹ مارس ۱۹۹۳) بازیکن فوتبال است.
از باشگاه‌هایی که در آن بازی کرده‌است می‌توان به باشگاه فوتبال خزر لنکران اشاره کرد.
وی همچنین در تیم‌های ملی فوتبال زیر ۱۹ سال جمهوری آذربایجان و زیر ۲۱ سال جمهوری آذربایجان بازی کرده‌است.